# نوشته ساده
نوشته ساده، در دانش رایانه، زبانزدی (اصطلاحی) است که به پرونده ترتیبی بدون فرمتی (بدون ریختی) که به شکل مادهٔ نوشتاری باشد و بدون پردازش زیاد قابل خواندن باشد، گفته می‌شود.
به‌طور سنتی در نوشته ساده از استاندارد اسکی استفاده می‌شود. امروزه یونیکد به آهستگی در حال جایگزینی با اسکی است.